# Primtegn
Primtegnet (′, Unicode U+2032, &prime;) er et symbol, der primært bruges til diverse matematiske notationer:
- Det angiver komplement i mængdelære: A′ er komplementet til mængden A
- I geometri bruges det til et punkt, der relaterer til et andet punkt (for eksempel givet ved transformationen, T): A′ relaterer til A
- Den første afledte eller en afledt funktion: f′(x) er den første afledte af f(x)
- Et bueminut eller minut i tid: 42′ betyder 42 bueminutter eller minutter
- En fod: 7′ betyder 7 fod

Et dobbelt primtegn (″, Unicode U+2033, &Prime;) er ækvivalent med to primtegn og bruges til tilsvarende formål:
- Anden afledte: f″(x) er den anden afledte af f(x)
- Et buesekund eller sekund i tid: 42″ betyder 42 buesekunder eller sekunder
- En tomme: 7″ betyder 7 tommer

Som en udvidelse til ovenstående symboler bruges trippelt primtegn (‴, Unicode U+2034) og kvadrupelt primtegn (⁗, Unicode U+2057) ofte til at betyde henholdsvis tredje og fjerde afledt af en funktion. (Disse tegn kan ikke vises af alle browsere og i alle tegnsæt).
For at undgå, at man ved den n-te afledte skal tælle n primtegn, anvender man ofte notationen f(n)(x). Dette er også matematisk anvendeligt, hvis n skal betragtes abstrakt som en variabel.

## Historie
Navnet primtegn kommer af den engelske betegnelse, prime.
Tidligt i det 20. århundrede læste man notationen x′ som x prime, men det var nu blot i betydningen x primær, hvor x″ tilsvarende udtaltes x second – altså x sekundær. Det henviste altså blot til, at x′ var den primære afledte af x. Først senere, i 1950'erne og 1960'erne, begyndte man at bruge betegnelsen om det apostrof-lignende tegn alene.
På dansk læses x′ normalt x mærke, og x″ udtales x dobbeltmærke. Tegnet ′ kan derfor også kaldes mærke.

## Ikke-matematisk brug
I andre sammenhænge bruges primtegnet også:
- Primtegnet bruges ved translitteration af nogle sprog, for eksempel russisk, til at angive palatalisering.
- I fysisk notation bruges primtegnet ofte til at angive resultatet efter en bestemt begivenhed har fundet sted. For eksempel vil vA' (udtale: v a mærke) ofte bruges til at angive hastigheden af objektet A efter en bestemt begivenhed.
- Primtegnet bruges også i molekylær biologi til at angive positionen af kulstof på et sukker-molekyle – deoxyribose eller ribose.
- Ved plane vikler kan primtegn benyttes til angivelse af bueminutter og dobbelt primtegn til buesekunder som underinddeling af grader (°).[1] Eksempelvis er 15,51° det samme som 15°30′36″.

## Andre tegn
Primtegnet skal ikke forveksles med apostrof (', Unicode U+0027) eller med accent aigu (´, Unicode U+00B4). Ligeledes skal dobbelt primtegn ikke forveksles med citationstegn (", Unicode U+0022).
Hvis tegnsættet ikke inkluderer primtegnet eller det dobbelte primtegn (som det for eksempel er tilfældet i ISO 8859-1), vil man som oftest anvende almindelige apostroffer eller citationstegn som erstatning, eventuelt skrevet med kursiv.